# Johannes Hentschel
Johannes Hentschel (Berlín, 10 de maig de 1908 - Achern, 27 d'abril de 1982) va ser un alemany dedicat a l'electromecànica al servei d'Adolf Hitler a la Cancelleria antiga.
Nascut a Berlín, Hentschel va ser contractat el 4 de juliol de 1934. Durant els últims dies del Tercer Reich, va ser responsable de la sala de màquines en el búnquer de la nova Cancelleria i es va quedar al búnquer després que gairebé tots els altres es van suïcidar. Es va lliurar a l'Exèrcit Roig en entrar aquest al búnquer i va ser posat en llibertat quatre anys després, el 4 d'abril de 1949. Hentschel va morir el 1982 a Achern, Alemanya Occidental.
Oliver Stritzel va interpretar el paper de Hentschel a L'enfonsament (Der Untergang). No obstant això, en l'estrena als cinemes la majoria de les seves escenes van ser tallades i només apareix breument amb un generador si no, així com en l'epíleg que explica el que va passar amb tots els personatges. En la versió ampliada de la pel·lícula, la seva actuació està inclosa. En la seva escena, Hentschel va a la superfície i mira les restes cremats d'Adolf Hitler, Eva Braun, Joseph Goebbels i Magda. Tornant al búnquer, es troba amb un grup de dones soldats soviètics que demanen on es trobava Hitler i Braun, llavors les portà al vestuari d'Eva. Ell demana que no obrin la porta a l'habitació dels Goebbels, però ho fan de tota manera i troben els cadàvers dels fills dels Goebbels.